# Almindelig perlebusk
Almindelig perlebusk (Exochorda racemosa) er en mellemstor, løvfældende busk med en opret vækst og iøjnefaldende klaser af hvide, perleformede knopper og senere hvide blomster. Busken er fuldt hårdfør og bruges som prydbusk i haverne.

## Kendetegn
Almindelig perlebusk er en mellemstor, løvfældende busk med en opret vækst. Barken er først glat og lysegrøn, men den bliver snart efter lysebrun. Gamle grene får en grå og ujævn bark med tynde, langsgående furer. Knopperne er spredt stillede, kegleformede og lysebrune. Bladene er ovale og helrandede med grågrøn overside og lidt lysere grågrøn underside. Blomstringen foregår i maj-juni, hvor man først ser den lange, overhængende klase af ballon- eller perleformede knopper og senere de fuldt udsprungne blomster. De enkelte blomster er 5-tallige og regelmæssige med snehvide kronblade. Frugterne er tørre bælge med hver 1-2 frø.
Rodsystemet består af grove hovedrødder, der når langt ud og dybt ned, og siderødder, der ligger højt i jorden.
Busken når – i Europa – 2-4 m højde og en krone diameter på 1,5-3 m. På sit hjemsted opnår arten dog større dimensioner.

## Hjemsted
Almindelig perlebusk er udbredt fra Russisk Fjernøsten over Korea og det nordlige Kina til Japan. Her findes den som krat, underskov og skovbryn i blandede løv- og nåleskove, ofte på næringsrig og ret tør bund.
I løss-områderne nord og nordvest for Beijing findes den i åbne skove sammen med bl.a. hjertetræ, almindelig kejserbusk, bulet dværgmispel, bungefyr, ellebladet røn, håret glansmispel, kinesisk løn, kinesisk poppel, Larix russica, pagodetræ, sibirisk gran, skyrækker, småbladet buddleja, Syringa sweginzowii, vinget benved og østasiatisk birk

## Galleri
|  |  |
|  |  |

## Note
1. ↑  Arboretum Main-taunus: Nördliche Zone Chinas Arkiveret 27. marts 2014 hos  Wayback Machine - meget oversigtsmæssig liste, dog med et udbredelseskort, på (tysk)